# Cut It Out
|  | Denne artikel er oprettet af botten Steenthbot ud fra en ekstern database. Den kan derfor have sproglige fejl eller mangler. Denne skabelon kan fjernes efter kontrol af indholdet. |

Cut It Out er en dansk filmskolefilm fra 2021 instrueret af Inez Kristina Baldacchino.

## Handling
Bombeteknikeren Lara skal med sin øverstbefalende på medhør helt alene afmontere en bombe på en tom skole.